# Đám đông

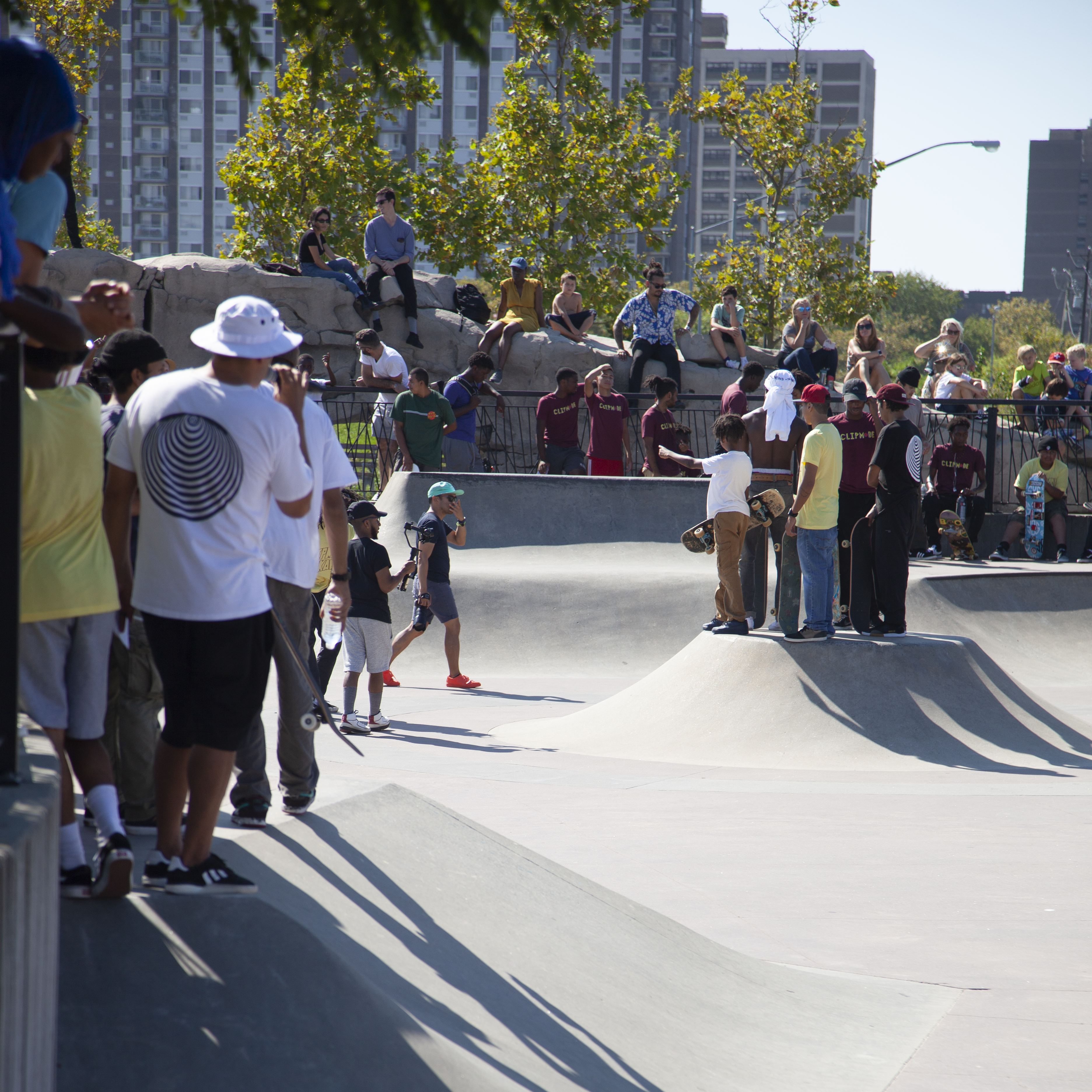
Một đám đông theo dõi Trận chiến bãi biển 2 - Far Rockaway Skatepark - Tháng 9 - 2019

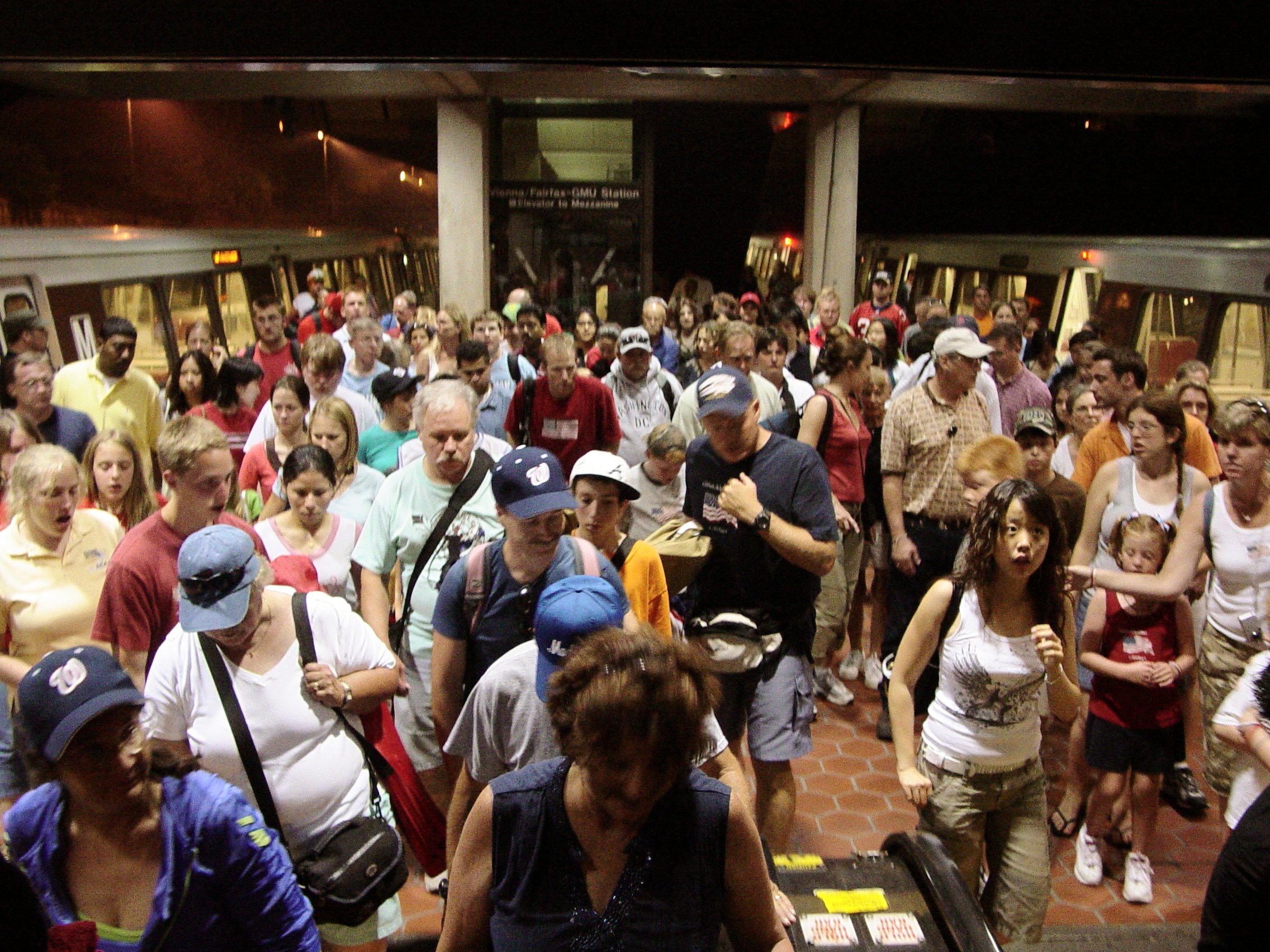
Một đám đông rời ga Vienna trên Tàu điện ngầm Washington năm 2006.

Đám đông là một nhóm lớn những người được tập hợp hoặc được xem xét cùng với nhau. Một đám đông có thể được xác định thông qua một mục đích chung hoặc một bộ cảm xúc, chẳng hạn như tại một cuộc biểu tình chính trị, một sự kiện thể thao hoặc trong khi cướp bóc (điều này được gọi là đám đông tâm lý), hoặc đơn giản có thể được tạo thành từ nhiều người đi về kinh doanh trong một khu vực bận rộn. Thuật ngữ "đám đông" đôi khi có thể nói đến các mệnh lệnh thấp hơn của mọi người nói chung.

## Các khía cạnh xã hội
Các khía cạnh xã hội quan tâm đến việc hình thành, quản lý và kiểm soát đám đông, cả từ quan điểm của các cá nhân và các nhóm. Thông thường kiểm soát đám đông được thiết kế để thuyết phục đám đông phù hợp với một quan điểm cụ thể (ví dụ: các cuộc biểu tình chính trị) hoặc để chứa các nhóm để ngăn chặn thiệt hại hoặc hành vi mob. Kiểm soát đám đông có tổ chức chính trị thường được thực hiện bởi cơ quan thực thi pháp luật nhưng trong một số trường hợp, các lực lượng quân sự được sử dụng cho đám đông đặc biệt lớn hoặc nguy hiểm.

## Khía cạnh tâm lý
Các khía cạnh tâm lý quan tâm đến tâm lý của đám đông như một nhóm và tâm lý của những người cho phép ý chí và cảm xúc của họ được đám đông thông báo (cả hai phần này được thảo luận toàn diện hơn tại tâm lý đám đông).
Nhiều nghiên cứu về đám đông đã đưa ra những hiểu biết về cách đám đông phản ứng với các tình huống khác nhau. Một báo cáo năm 2009 nhấn mạnh nhiều hành vi có thể quan sát được của đám đông, bao gồm bằng chứng cho thấy đám đông có thể đưa ra quyết định thống nhất về hướng và tốc độ di chuyển của họ, ngay cả khi chỉ một vài thành viên của nó có thông tin cần thiết để đưa ra quyết định đó.  Mức độ mà các thành viên được thông báo có thể ảnh hưởng đến đám đông phụ thuộc vào vị trí của họ trong nhóm, với những người trong nhóm có khả năng có ảnh hưởng lớn hơn.
Thông thường, các nhà nghiên cứu về tâm lý học đám đông đã tập trung vào các khía cạnh tiêu cực của đám đông, nhưng không phải tất cả các đám đông đều dễ bay hơi hoặc tiêu cực trong tự nhiên. Chẳng hạn, vào đầu phong trào xã hội chủ nghĩa, đám đông được yêu cầu mặc trang phục chủ nhật và diễu hành lặng lẽ xuống phố. Một ví dụ hiện đại hơn liên quan đến các sit-in trong Phong trào Dân quyền. Đám đông có thể phản ánh và thách thức các ý thức hệ được tổ chức của môi trường văn hóa xã hội của họ. Họ cũng có thể phục vụ các chức năng xã hội tích hợp, tạo ra các cộng đồng tạm thời.

## Các loại đám đông
Có nghiên cứu hạn chế về các loại thành viên đám đông và thành viên đám đông và không có sự đồng thuận về việc phân loại các loại đám đông. Hai học giả gần đây, Momboisse (1967)  và Berlonghi (1995)  tập trung vào mục đích tồn tại để phân biệt giữa đám đông. Momboisse đã phát triển một hệ thống gồm bốn loại: thông thường, thông thường, biểu cảm và năng nổ. Berlonghi phân loại đám đông là khán giả, người biểu tình hoặc trốn thoát, để tương quan với mục đích tụ tập.
Một cách tiếp cận khác để phân loại đám đông là nhà xã hội học Herbert Blumer, hệ thống cường độ cảm xúc. Ông phân biệt bốn loại đám đông: giản dị, thông thường, biểu cảm và diễn xuất. Hệ thống của anh ta có bản chất năng động, cho rằng một đám đông thay đổi mức độ cường độ cảm xúc theo thời gian.
Đám đông có thể hoạt động (mob) hoặc thụ động (khán giả). Đám đông tích cực có thể được chia thành các mob hung hăng, thoát ly, mua lại hoặc biểu cảm. Mob hung hăng thường bạo lực và tập trung ra bên ngoài. Ví dụ như bạo loạn bóng đá và LA Riots năm 1992. Mob mobapist được đặc trưng bởi một số lượng lớn người hoảng loạn cố gắng thoát khỏi một tình huống nguy hiểm. Mob thu hút xảy ra khi một số lượng lớn người đang đấu tranh cho các nguồn lực hạn chế. Một mob biểu cảm là bất kỳ nhóm lớn người khác tập hợp cho một mục đích hoạt động. Sự bất tuân dân sự, các buổi hòa nhạc rock và các cuộc phục hưng tôn giáo đều thuộc thể loại này.